# Brandon Sugden
Brandon Sugden (* 23. Juni 1978 in Toronto, Ontario) ist ein kanadischer Eishockeyspieler, der zuletzt bei den Tulsa Oilers unter Vertrag stand.

## Karriere
Brandon Sugden begann seine Karriere als Eishockeyspieler in der kanadischen Juniorenliga Ontario Hockey League, in der er von 1995 bis 1998 für die London Knights, Sudbury Wolves und Barrie Colts aktiv war. Anschließend stand der Flügelspieler zwei Jahre lang bei den Dayton Bombers aus der ECHL unter Vertrag, wobei er in der Saison 1998/99 in sechs Spielen parallel für die Cincinnati Cyclones in der International Hockey League auflief. Nachdem er in der Saison 2000/01 bei den ECHL-Clubs Tallahassee Tiger Sharks und Peoria Rivermen, sowie den Worcester IceCats aus der American Hockey League nur sporadisch eingesetzt worden war, pausierte er in der folgenden Spielzeit. Anschließend nahm er das Vertragsangebot der Dragons de Verdun aus der Québec Semi-Pro Hockey League an. Dort konnte er sich für ein Engagement beim AHL-Franchise der Syracuse Crunch empfehlen, für die er von 2003 bis 2007 auflief.
Im Laufe der Saison 2006/07 kehrte Sugden nach Kanada zurück, wo er von den Summum-Chiefs de Saint-Jean-sur-Richelieu aus der mittlerweile in Ligue Nord-Américaine de Hockey umbenannten QSPHL verpflichtet wurde. Dort blieb er eineinhalb Jahre lang, ehe er in der Saison 2008/09 in der AHL für das Hartford Wolf Pack auf dem Eis stand. Die folgende Spielzeit begann der Kanadier bei den Hershey Bears in der AHL, verließ den späteren Calder-Cup-Sieger aber bereits nach acht Einsätzen und schloss sich Witjas Tschechow aus der Kontinentalen Hockey-Liga an.
Bei Witjas wurde Sugden ausschließlich als Enforcer oder Pest eingesetzt, so dass er nur 19 Mal spielte und dabei ein Tor erzielte und eine Vorlage gab. Zudem erhielt er im Schnitt pro Spiel mehr als elf Strafminuten.

## Statistik
(Stand: Ende der Saison 2010/11)